# 筑波さくら
筑波 さくら（つくば さくら、2月16日）は、日本の女性漫画家。埼玉県出身。埼玉県立浦和西高等学校卒業。血液型はO型。
1994年、「光のどけき春の日に」で白泉社第5回ララまんがグランプリ佳作を受賞。同作品が『LaLa DX』7月10日号（白泉社）に掲載されデビュー。『LaLa』、『LaLa DX』、『MELODY』（いずれも白泉社）で活躍。2000年、「目隠しの国」で第25回白泉社アテナ新人大賞デビュー優秀者賞を受賞。代表作は『目隠しの国』。

## 作品リスト
- 目隠しの国（1999年 - 2004年、LaLa DX・LaLa） - 単行本全9巻、文庫版全5巻
- よろしく・マスター（2004年 - 、LaLa DX） - 単行本既刊3巻
- ペンギン革命（2004年 - 2008年、LaLa） - 単行本全7巻
- そらのおと（2013年[2] - 2014年、AneLaLa） - 単行本全1巻